# Споменици НОБ у Тополи
|  | Овај чланак је део чланка о Споменицима посвећеним Народноослободилачкој борби 1941—1945. |

У Тополи се налазе два споменика посвећена Народноослободилачкој борби — Споменик Мајкама и ћеркама Шумадије и Споменик Камени букет. Оба споменика налазе се испред објекта познатог под називом „Виноградарева кућа”, у непосредној близини улаза у Спомен комплекс Задужбина Kраља Петра I на Опленцу.

## Споменик Мајкама и ћеркама Шумадије
Скулптурална композиција „Мајкама и ћеркама Шумадије” је изграђен 1966. године и свечано откривен 4. јула исте године у оквиру прославе Дана борца и 25-огодишњице устанка. Исклесан у белом венчачком мермеру и висине је 2,6 метара, а аутор је вајар Анте Гржетић из Котора. Споменик је посвећен свим мајкама и ћеркама Шумадије, палим у периоду од 1941. до 1945. године, али је инспирацију за израду споменика аутор пронашао у трагичном страдању народног хероја Даринке Радовић и њених ћерки Радмиле и Станке, у селу Рајковац, код Тополе 23. маја 1943. године.
Споменик представља три фигуре у самртном грчу и доста визуелно подсећа на споменик „Бола и пркоса”, који је исти аутор израдио 1959. године у знак сећања на народног хероја Наду Наумовић, која је била једина жена стрељана у Крагујевцу, октобра 1941. године. Овај споменик налази се у спомен-парку „Крагујевачки октобар” у Шумарицама.
На постаменту предње стране споменика налази се натпис:
Мајкама и ћеркама Шумадије 1941—1945
Даринка
Радмила и Станка
На постаменту задње стране налази се запис песника Васка Попе:
Запис о Даринки од Рајковца
Имала сам две кћери
и једну Србију
себе нисам бројала
себе ни сада не бројим
две голубице са мога длана
искупише од ножа миљеницу
приђите ми да је видим
стасалу за вечност живота

## Споменик Камени букет
Споменик „Камени букет”, рад вајара Милије Глишића је изграђен 1971. године и представља четири камене главе израђене у белом венчачком мермеру већих димензија. То су главе четири народна хероја из тополског краја — Даринке Радовић, Софије Ристић, Милана Благојевића Шпанца и Милића Радовановића. Овај споменик се јануара 1992. године нашао на мети вандала када су скулптурама оштећени носеви у уши, али због своје масивности нису могле бити уништене.
- Даринка Радовић (1896—1943), активисткиња Народноослободилачког покрета, која се крајем 1941. повезала са партизанима и са својим ћеркама Радмилом (1922—1943) и Станком (1929—1943) активно учествовала у Нароодноослободилачком покрету — преносила је поруке, чувала и лечила рањенике и др. Четници су открили њихов илегални рад и ухапсили их 21. маја 1943. године. Пошто су одбиле да открију земуницу, у којој се скривао рањени партизан, натерали су Даринку да гледа клање својих ћерки, а потом су и њу заклали. За народног хероја је проглашена 9. октобра 1953. године.[5]
- Софија Ристић (1902—1944), активисткиња Народноослободилачког покрета, чија је кућа била седиште Штаба обновљеног Првог шумадијског одреда, као и седиште партијских руководилаца, партизанских курира и бораца, скровиште за рањенике и др. У самој кући је имала две земунице, а недалеко од куће у шљивику још једну. Због сарадње са партизанима четници су децембра 1943. године убили њеног супруга Радојицу (1902—1943), а она је била три пута хапшена. Упркос свему остала је привржена НОП-у, све до своје трагичне смрти 18. марта 1944. године када су је четници мучили у и заклали на очиглед њено петоро деце. За народног хероја проглашена је 9. октобра 1953. године.[5]
- Милан Благојевић Шпанац  (1905—1941), металски радник и члан КПЈ од 1928. године. Године 1935. је био упућен на школовање у Совјетски Савез, а одатле је 1937. године отишао у Шпанију, где је учествовао у Шпанском грађанском рату. Након окупације, 1941. године био је организатор устанка у Шумдији и први командант Првог шумадијског партизанског одреда. На превару су га заробили четници и заклали 29. октобра 1941. године у Пожеги. За народног хероја проглашен је 9. маја 1945. године.[6]
- Милић Радовановић Младен (1920—1944), студент медицине и члан КПЈ од 1940. године. Био је један од организатора устанка у тополском крају. Био је борац у Првом шумадијском одреду, а након Прве непријатељске офанзиве је остао на терену Шумадије, где је илегално деловао као политички радник и радио на организовању НОП-а, партијске технике у тополском крају и био секретар Окружног комитета СКОЈ-а. Погинуо је 10. фебруара 1944. године у сукобу са припадницима Српске државне страже. За народног хероја проглашен је 5. јула 1951. године.[7]